# Malgassoclanis delicatus
Malgassoclanis delicatus is een vlinder uit de familie van de pijlstaarten (Sphingidae). De wetenschappelijke naam van de soort werd in 1921 gepubliceerd door Heinrich Ernst Karl Jordan.